# Mohammed Gassid
Mohammed Gassid Kadhim Al-Jaberi (ur. 10 grudnia 1986 r. w Bagdadzie) – iracki piłkarz, reprezentant kraju grający na pozycji bramkarza.

## Kariera piłkarska
Przygodę z futbolem rozpoczął w 2003 w klubie Al-Karkh. W 2004 został zawodnikiem klubu Al-Naft. W 2005 przeszedł do Al-Shorta. Od 2008 do 2010 był zawodnikiem Al-Zawraa. Od 2010 do 2011 grał w Erbil SC. W sezonie 2011/2012 piłkarz Talaba SC. Od 2012 ponownie zawodnik Al-Shorta.

## Kariera reprezentacyjna
Karierę reprezentacyjną rozpoczął w 2007 i w tym samym roku pojechał z kadrą na Puchar Azji (mistrzostwo). W 2009 został powołany przez trenera Velibora Milutinovicia na Puchar Konfederacji 2009, gdzie Irak odpadł w fazie grupowej. Uczestnik Puchar Azji 2011. W sumie w reprezentacji wystąpił w 54 spotkaniach.